# Déserts – Für eine Handvoll Dirham
Déserts – Für eine Handvoll Dirham (Originaltitel Déserts, auch Deserts) ist eine Art moderner Western von Faouzi Bensaïdi. Das Roadmovie spielt in Marokko und begleitet zwei Geldeintreiber bei ihrer Arbeit. Die Premiere der Koproduktion von Belgien, Deutschland, Frankreich und Marokko erfolgte im Mai 2023 bei den Internationalen Filmfestspielen in Cannes. Der Kinostart in Deutschland erfolgte Ende Juni 2024.

## Handlung
Die langjährigen Freunde Mehdi und Hamid arbeiten für einen Hungerlohn für ein Inkassounternehmen. Sie fahren in ihrem alten Auto durch die Dörfer Südmarokkos und teilen sich Doppelzimmer in heruntergekommenen Hotels. Sie haben die gleiche Größe und tragen die gleichen Anzüge und Krawatten und die gleichen Schuhe.
Eines Tages parkt inmitten der der Wüste an einer Tankstelle vor ihnen ein Motorrad, an das ein Mann mit Handschellen gefesselt ist. Diese Begegnung ist der Anfang einer unerwarteten Reise.

## Produktion

### Regie und Drehbuch

Regisseur Faouzi Bensaïdi

Regie führte der Marokkaner Faouzi Bensaïdi, der auch das Drehbuch schrieb. Bei Déserts handelt es sich nach Tausend Monate von 2003, What a Wonderful World von 2006, Death for Sale von 2011, Volubilis von 2017 und Interactions – When Cinema Looks to Nature und Summer Days, die beide 2022 veröffentlicht wurden, um Bensaïdis siebten Langfilm. Bereits 1997 stellte Bensaïdi mit La Falaise seinen ersten Kurzfilm vor. Zuvor hatte er als Bühnenregisseur und Theaterschauspieler gearbeitet.

### Besetzung und Synchronisation
Fehd Benchemsi und Abdelhadi Talbi spielen in den Hauptrollen Mehdi und Hamid. In weiteren Rollen sind Hajar Graigaa und Rabii Benjhaile zu sehen. Regisseur Bensaïdi spielt den Lebensmittelhändler.
Die deutsche Synchronisation entstand nach der Dialogregie von Henning Stegelmann im Auftrag der Cine Complete GmbH in Hamburg. In der deutschen Fassung leihen Tim Knauer und Tobias Schmitz Benchemsi und Talbi in den Rollen von Mehdi und Hamid ihre Stimmen.

### Filmförderung, Dreharbeiten und Filmschnitt
Der Film erhielt finanzielle Unterstützungen aus der Aide aux Cinémas du Monde des Institut français, von der Deutsch-Französischen Förderkommission, von der MOIN Filmförderung Hamburg Schleswig-Holstein, von Nordmedia, Eurimages und vom Maroccan Cinematographic Centre. Ebenso erhielt er Mittel aus dem Francophonie Images Fund und dem Arab Fund for Arts and Culture.
Die Dreharbeiten fanden ab Sommer 2021 in Marokko statt, unter anderem in Casablanca, Khénifra, Midelt, der am Rande der Sahara gelegenen Wüstenstadt Erfoud, in Ouarzazate und in einem Dorf in der Nähe von Marrakesch. Als Kameramann fungierte der Franzose Florian Berutti. Den Filmschnitt übernahm der Regisseur gemeinsam mit der Belgierin Véronique Lange. Mit ihr hatte er bereits für What a Wonderful World zusammengearbeitet.

### Veröffentlichung
Die Premiere erfolgte am 18. Mai 2023 bei den Filmfestspielen in Cannes, wo er in der neuen Sektion Quinzaine des cinéastes, der Nachfolgersektion der Quinzaine des réalisateurs, gezeigt wurde. Anfang Oktober 2023 wurde er beim Filmfest Hamburg vorgestellt. Im November 2023 wurde er beim Cork Film Festival und beim Marrakech International Film Festival gezeigt. Der Kinostart in Deutschland erfolgte am 27. Juni 2024.

## Rezeption

### Kritiken
Gaby Sikorski, Filmkorrespondentin der Gilde deutscher Filmkunsttheater, schreibt, die Schauspieler überzeugten auf ganzer Linie und würden das mutige Regiekonzept mit großer Professionalität und Kreativität tragen. Zwischen Fehd Benchemsi und Abdelhadi Taleb stimme die Chemie aufs Beste, aber auch Rabii Benjhaile besitze die passende Ausstrahlung für seine Rolle als düsterer, namenloser Rächer. Déserts habe auch eine starke politische Dimension. Es gehe um die Vernachlässigung armer, prekär lebender Bevölkerungsgruppen, die einem alles zermalmenden Raubtierkapitalismus quasi als Opfer dargeboten werden. Dem stelle sich Faouzi Bensaïdi mit den Waffen des Kinos und einem unerschütterlichen Glauben an den Menschen und seine Möglichkeiten entgegen. Letztlich erzähle der Regisseur in der zweiten Hälfte seines Films eine klassische Westerngeschichte, in der es um Liebe, Rache und Vergeblichkeit geht, erzählt vor einer atemberaubenden Landschaft: „Die Wüste wird zum Monument Valley – John Ford lässt grüßen.“

### Auszeichnungen
Cairo International Film Festival 2023
- Nominierung im Offiziellen Wettbewerb[18]

Internationales Filmfest Emden-Norderney 2024
- Nominierung für den Score-Bernhard-Wicki-Preis[19]

Mostra de València – Cinema del Mediterrani 2023
- Auszeichnung für die Beste Regie (Faouzi Bensaïdi)
- Auszeichnung als Beste Schauspieler (Fehd Benchemsi und Abdelhadi Talbi)[20]